# Зезезино
Зезезино — деревня в Идринском районе Красноярского края, в 30 км от Идринского. Входит в состав муниципального образования сельское поселение Новотроицкий сельсовет. Суммарное население села Новотроицкого и Зезезино — 309 человек. Зезезино упоминается в произведении Александра Фунтикова.

## География
Зезезино расположено на реке Зезезино, северней впадения её в реку Хабык.

## История

### Основание деревни
В первой половине XIX века в Сибири происходили значительные административные и миграционные изменения. В 1822 году по реформе Михаила Сперанского была образована Енисейская губерния с центром в Красноярске, а вместо уездов созданы округа, включая Минусинский, к которому относилась территория будущей деревни.
Первые поселенцы в среднем течении реки Хабык и её притоках появились в 1830-х годах, это были ссыльные крестьяне из Пермской и Тамбовской губерний. Они основали несколько деревень, в том числе Зезезино (Подъхребтомъ) в 1850 году. Однако многие из первых переселенцев вскоре покинули эти места.

### Массовое заселение
В 1852 году в Абаканскую волость Минусинского округа прибыла большая группа государственных крестьян из Пермской губернии (более 120 семей). Среди них были переселенцы из Манчажской волости Красноуфимского уезда, в том числе 20 семей из Симинчинского сельского общества (деревня Симинчин).
Согласно сохранившимся данным, среди первых жителей Зезезино были семьи:
- Кирьяновых (Мануил Кирьянов с семьёй)
- Шаровых (Иван Тимофеевич Шаров и его родственники)
- Ведровых (Гаврило Андреевич Ведров и его сыновья)
- Толмачёвых (Мирон Алексеевич Толмачёв и его жена Дарья Тимофеевна)
- Романовых (Александр Феоктистович Романов и Пелагея Мироновна Толмачёва)

В 1861 году в деревне был зарегистрирован брак Никифора Гаврилова (Ведрова) и Фёклы Ивановны Шаровой, что свидетельствует о формировании устойчивых семейных связей среди переселенцев.

### Развитие деревни
Зезезино развивалось как земледельческое поселение, жители занимались хлебопашеством и животноводством. Благодаря плодородным землям юга Сибири деревня постепенно росла.
В 1950—60 годах колхоз, функционировавший в Зезезино, объединили в колхоз «Искра» с колхозами из Силкино, Новотроицкого и Еленинска.

## Население
| 2010 |
| ---- |
| 109  |

## Инфраструктура
В Зезезино работала начальная школа, которую пришлось закрыть, а учеников возят в Новотроицкое.
Также работает клуб, где провели косметический ремонт.

## Экономика
В Зезезино работают два предприятия, занимающиеся заготовкой и переработкой древесины.